# Nesopupa eapensis
Nesopupa eapensis е вид коремоного от семейство Vertiginidae.

## Разпространение
Видът е разпространен в Палау.